# St. Martin (Koblenz-Kesselheim)

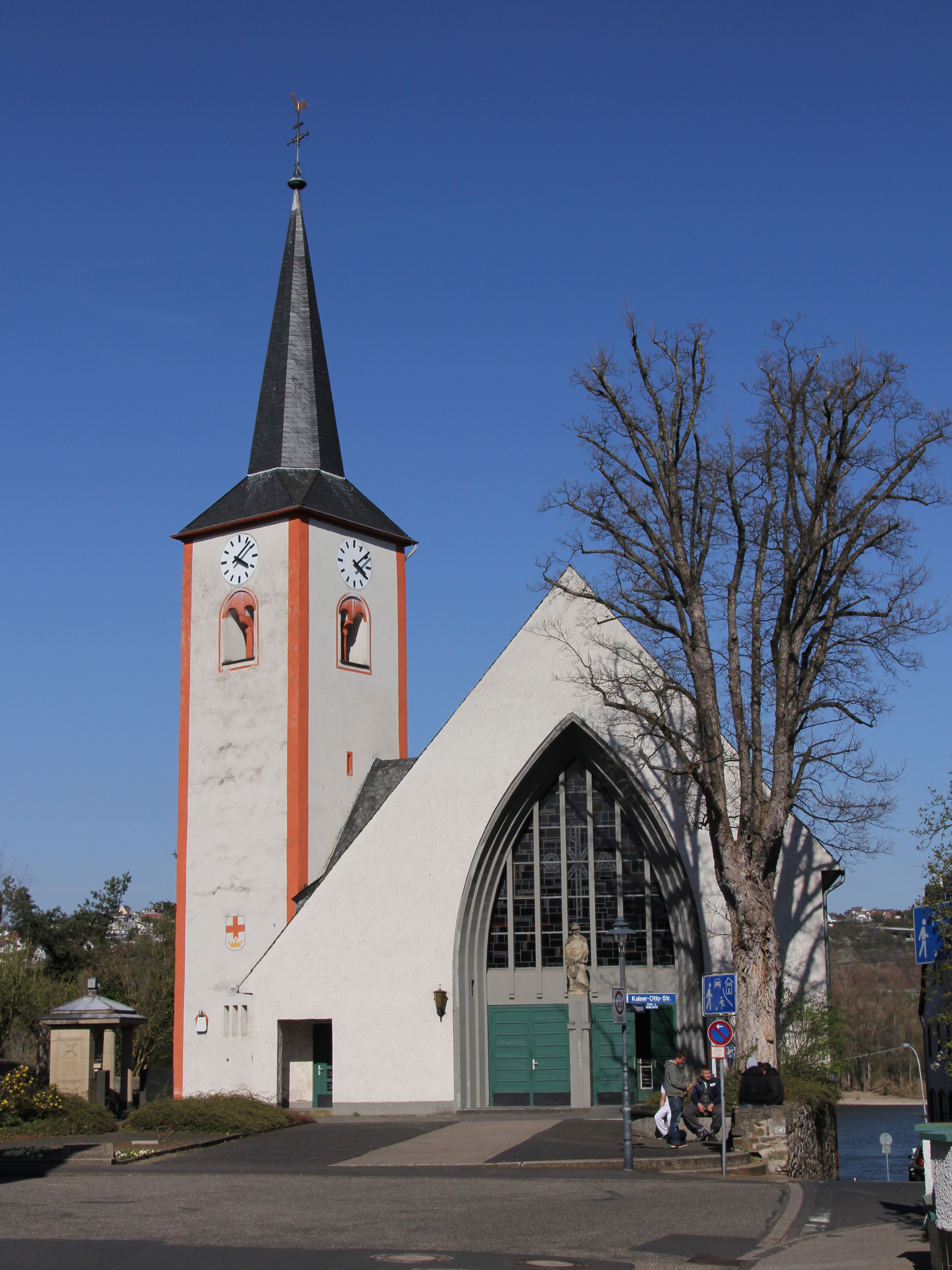
Die Pfarrkirche St. Martin in Koblenz-Kesselheim

Die Pfarrkirche St. Martin ist eine katholische Kirche im Koblenzer Stadtteil Kesselheim. Die Pfarrkirche wurde unter Einbeziehung des Turms aus dem 12. Jahrhundert im Jahr 1933 errichtet. Sie trägt das Patrozinium des heiligen Martin von Tours.

## Geschichte
Nach Schenkung des Königsguts Kesselheim an das Stift Aachen wurde wohl bereits im 9. Jahrhundert auf der unmittelbar am Rhein gelegenen Anhöhe eine Kapelle errichtet. Hieraus entstand mit der Zeit ein Kirchengebäude, das erstmals 1174 genannt wird und von dem der heute noch erhaltene Turm aus dem 12. Jahrhundert zeugt. Diese Kirche erneuerte man 1787, da das alte Gebäude große Schäden aufwies. Während der Bauarbeiten wurde die Kapelle des Schlosses Schönbornslust genutzt. Die Benediktion der neuen Kirche erfolgte am 14. September 1787 unter Pfarrer Schäfer. Dieser Kirchenbau war eine einschiffige, in drei Seiten des Achtecks geschlossene Anlage mit einer flachen Holzdecke. In den Jahren 1856, 1893 und 1907 wurde sie restauriert.
Anfang des 20. Jahrhunderts entschloss man sich zu einem Neubau. So wurde am 11. Juni 1933 der Grundstein zu einem Kirchenbau gelegt, der mit Kosten in Höhe von 65.000 Reichsmark (362.225 €) veranschlagt wurde. Geplant wurde es von den Architekten Huch & Grefges aus Koblenz. Das alte Gebäude wurde abgerissen, der mittelalterliche Turm wurde in den Neubau integriert und neu verputzt. Die neue St.-Martin-Kirche erhielt am 19. November 1933 die Benediktion, die Konsekration erfolgte am 21. Juni 1934 durch den Trierer Bischof Franz Rudolf Bornewasser. Die letzte Innenrenovierung fand 2012 statt.

## Bau und Ausstattung

### Außen
Die Pfarrkirche St. Martin ist ein expressionistisch-gotisierender Saalbau mit Seitenschiff. Der romanische Turm auf einem quadratischen Grundriss besteht aus Bruchsteinmauerwerk. Er ist ungegliedert bis auf die gekuppelten Schallöffnungen, die mit Würfelkapitellen und einfachen Kämpfern ausgestattet sind. Nach oben hin verjüngt er sich stetig. Ihm aufgesetzt ist ein gebrochener Spitzhelm aus Schiefer.

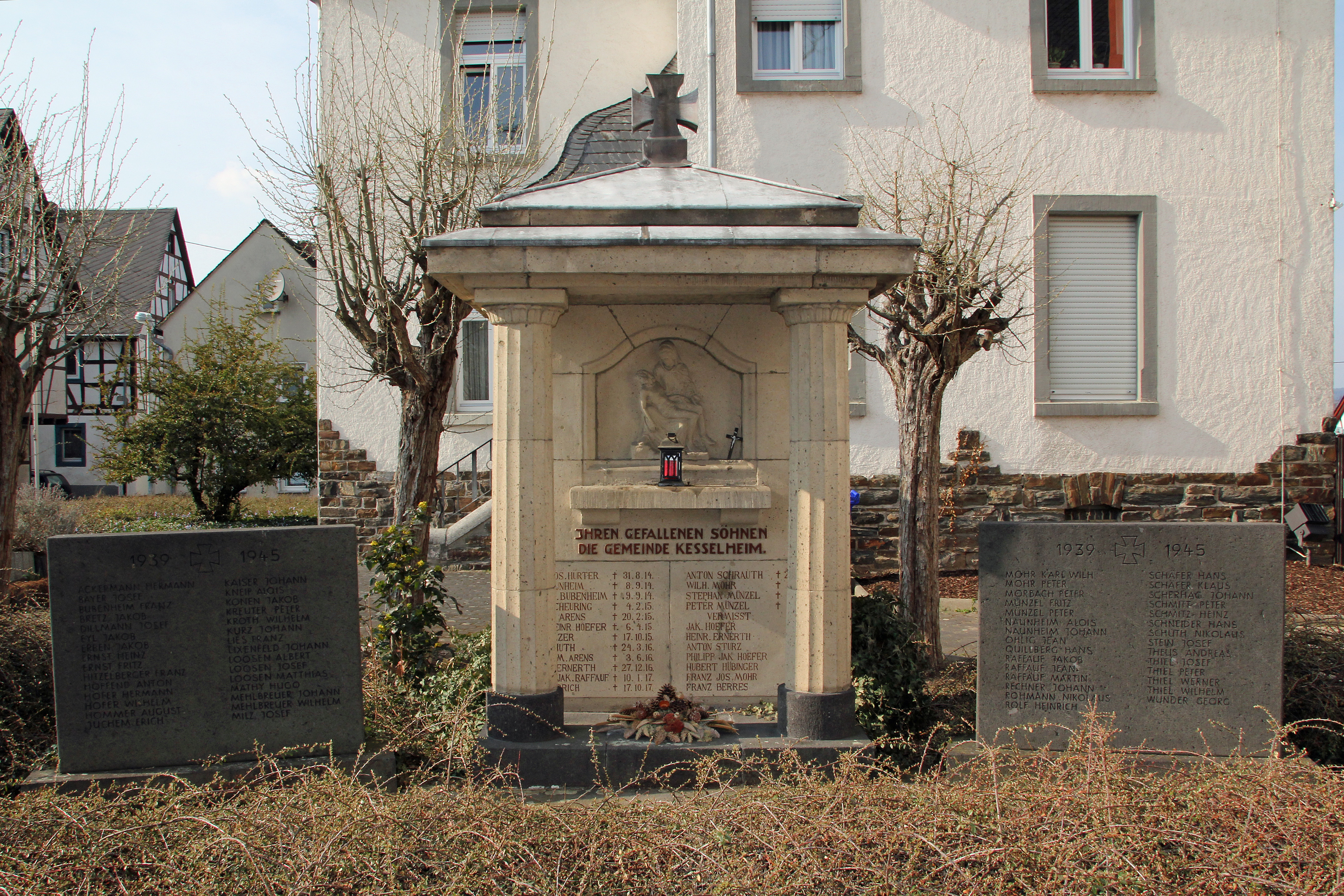
Das Kriegerdenkmal vor der Kirche

Der mittelalterliche Kirchenbau war geostet. Der Neubau ist entlang der Schöffengasse ausgerichtet und so steht der Turm in einem Winkel von 45 Grad zum Kirchenbau. Diese gezielte Asymmetrie findet sich in der Gestaltung des Kirchenschiffs wieder. Der zweischiffige Bau mit einem niedrigeren Seitenschiff auf der Turmseite besitzt an der Front einen glatten Dreiecksgiebel mit ungleich langen Schrägen. Darunter ein monumentales spitzbogiges Stufenportal mit einer kleinen rechteckigen Tür auf der linken Seite, die zum Seitenschiff führt. Wegen des Geländeabfalls zum Rhein hin, liegt unter dem gerade schließenden Rechteckchor ein vom Ufer ebenerdig erreichbares Untergeschoss.
Vor der Kirche befindet sich ein Kriegerdenkmal aus hellem Kalkstein, das an die Gefallenen der beiden Weltkriege aus Kesselheim erinnert. Es hat die Form einer Ädikula mit freistehenden kannelierten Säulen. In der Mitte befindet sich eine kleine Pietà.

### Innen

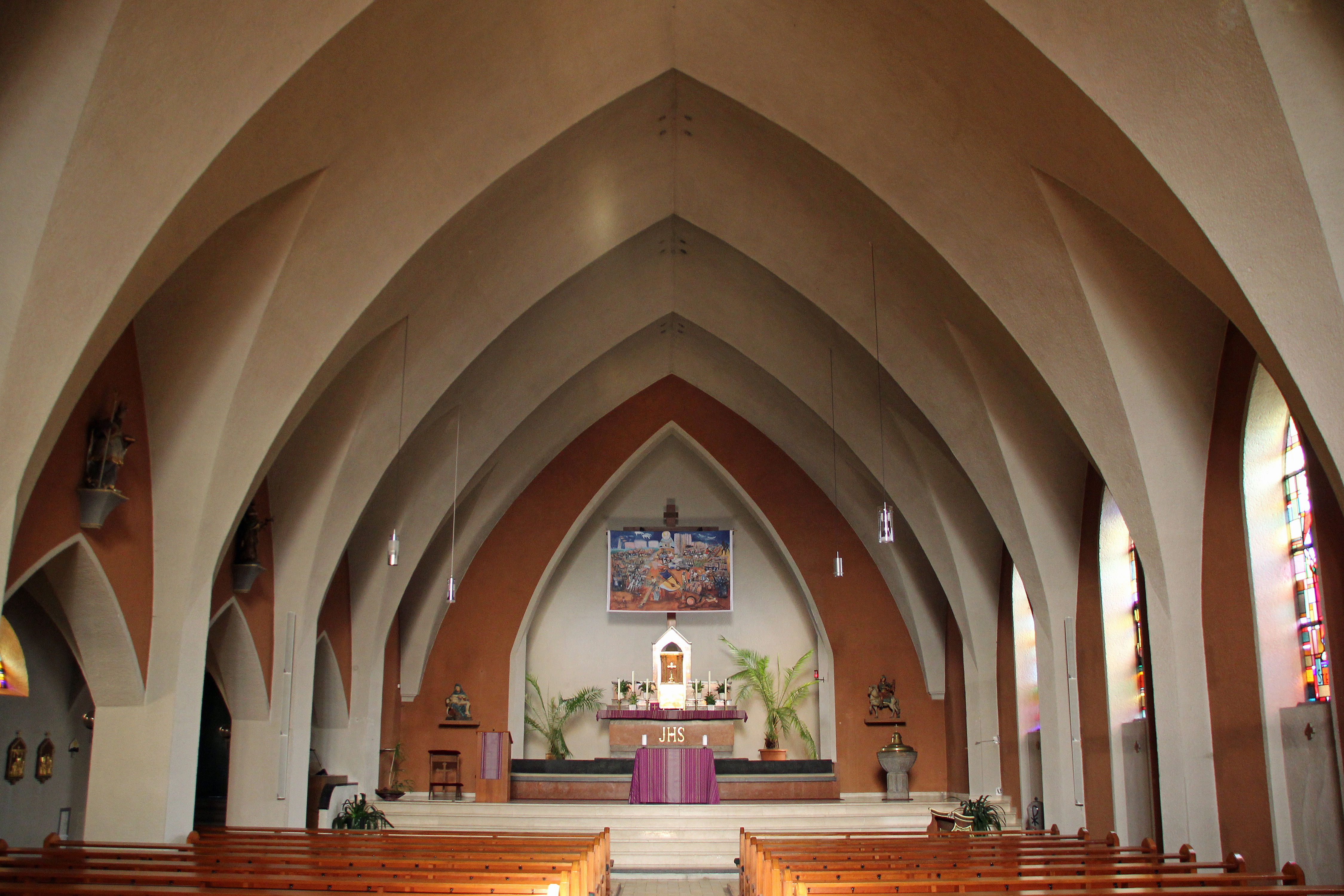
Innenraum

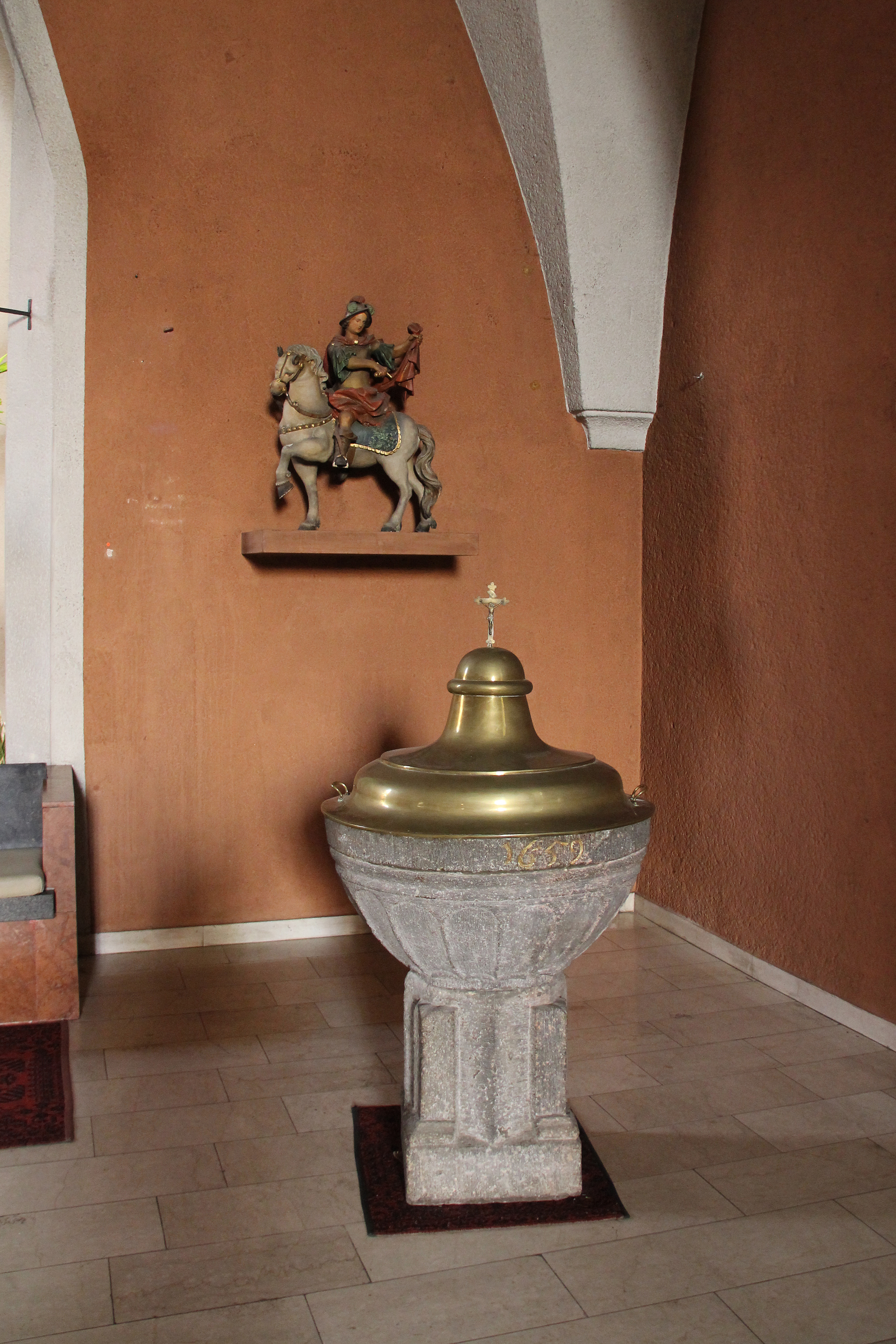
Der Taufstein mit einer Figur des heiligen Martin dahinter

Der Innenraum besitzt ein spitzbogiges und gratiges Betongewölbe, in das auf beide Seiten hohe Stichkappen einschneiden. An der Südwand sind Lanzettfenster eingelassen, auf der Nordseite erreicht man durch gedrungen-spitzbogige Arkaden das niedrigere Seitenschiff mit flacher Balkendecke. Da an beiden Enden der Turm und die Sakristei stehen, ist das Seitenschiff kürzer als das Hauptschiff. Die Buntglasfenster aus der Erbauungszeit wurden nach einem Entwurf von Ludwig Preckel aus Köln von der Glaswerkstatt Binsfeld aus Trier ausgeführt. Der um einige Stufen erhöhte Chor mit triumphbogenartig eingeschnittener Wand ist bühnenartig abgesetzt.
In der Kirche befinden sich einige Heiligenfiguren aus dem 18. Jahrhundert und ein kelchförmiger Taufstein aus Basalt, bezeichnet 1659, mit einem jüngeren hohen Messingdeckel.

### Glocken
Im romanischen Turm der Pfarrkirche St. Martin hängen drei Glocken, die zum ältesten Geläut der Stadt Koblenz gehören.
- Glocke 1

Die Florinsglocke aus dem Jahr 1414 stammt aus der Koblenzer Florinskirche.
Inschrift: SVM QUIA FLORINI VOLVI, FLORINA VOCARI, ANNO DNI MCCCCXIIII. (Weil ich von Florin stamme, will ich Florina heißen)
- Glocke 2

Größte Glocke aus dem Jahr 1496 von unbekannter Herkunft.
Inschrift: MARIA HEISSEN ICH, IN GODES ERE LUDEN ICH, ALLE BOSE WEDER VRDRIEVEN ICH, JOHAN VAN OVEROED GOIS MICH, ANNO MCCCCXCVI.
- Glocke 3

Die kleinste Glocke aus dem Jahr um 1500 stammt aus der Koblenzer Karmeliterkirche und kam über die Liebfrauenkirche nach St. Martin.
Inschrift: MARIA JHESUS.

## Pfarreiengemeinschaft
St. Martin bildet seit dem 1. Februar 2011 zusammen mit Maria Hilf und St. Antonius in Lützel sowie St. Peter in Neuendorf eine Pfarreiengemeinschaft.

## Denkmalschutz
Die Pfarrkirche St. Martin ist ein geschütztes Kulturdenkmal nach dem Denkmalschutzgesetz (DSchG) und in der Denkmalliste des Landes Rheinland-Pfalz eingetragen. Sie liegt in Koblenz-Kesselheim in der Martinusstraße.